# Alja Kozorog
Alja Kozorog (17 de diciembre de 1996) es una deportista eslovena que compite en piragüismo en la modalidad de eslalon.
Ganó una medalla de bronce en el Campeonato Mundial de Piragüismo en Eslalon de 2023 y dos medallas de plata en el Campeonato Europeo de Piragüismo en Eslalon, en los años 2020 y 2024.

## Palmarés internacional
| Campeonato Mundial | Campeonato Mundial      | Campeonato Mundial | Campeonato Mundial |
| Año                | Lugar                   | Medalla            | Competición        |
| ------------------ | ----------------------- | ------------------ | ------------------ |
| 2023               | Londres (Reino Unido)   | Medalla de bronce  | C1 por equipos     |
| Campeonato Europeo |                         |                    |                    |
| Año                | Lugar                   | Medalla            | Competición        |
| 2020               | Praga (República Checa) | Medalla de plata   | C1 por equipos     |
| 2024               | Tacen (Eslovenia)       | Medalla de plata   | C1 por equipos     |